# Nippolimnophila perproducta
Nippolimnophila perproducta là một loài ruồi trong họ Limoniidae. Chúng phân bố ở miền Cổ bắc.